# Haval H8

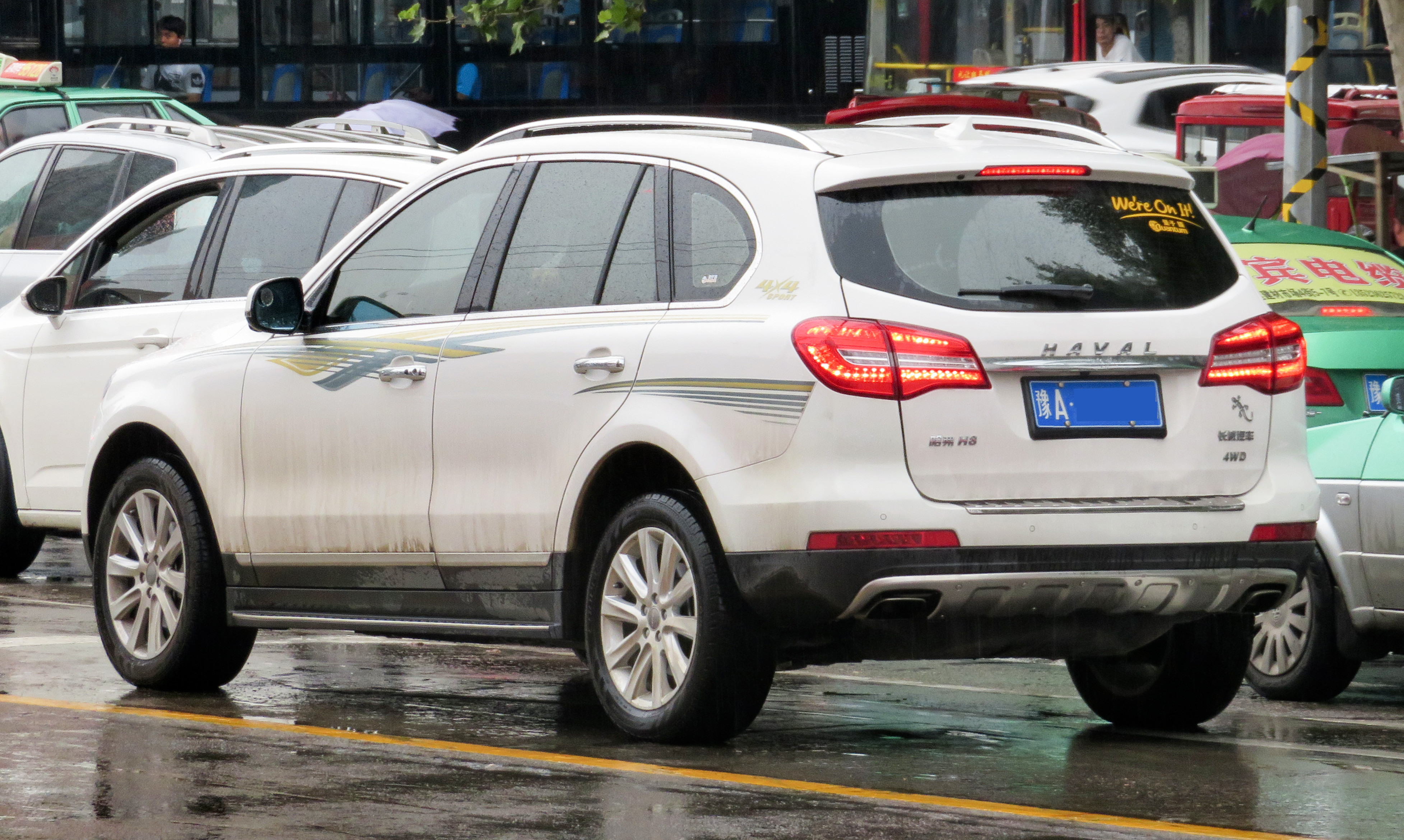
Вид сзади

Haval H8 — среднеразмерный внедорожник, выпускавшийся с 2013 по 2018 год компанией Haval — подразделением китайского автопроизводителя Great Wall Motors.

## Описание
Автомобиль Haval H8 впервые был представлен в апреле 2012 года на Пекинском автосалоне. Цены варьировались от 183800 до 231800 юаней. Первый серийный экземпляр был представлен в 2013 году в Гуанчжоу. В том же году началось серийное производство автомобиля. В 2018 году автомобиль был снят с производства. В России продавался с конца июня 2015 года.

## Технические характеристики
Передняя подвеска автомобиля была независимой. Колёсные формулы автомобиля — 4*2 и 4*4.
За всю историю производства автомобиль Haval H8 оснащался 2-литровым турбобензиновым двигателем внутреннего сгорания мощностью 160 кВт при 5500 об/мин и крутящим моментом 324 Н⋅м при 2000—4000 об/мин. Двигатель работает в паре с автоматической трансмиссией. Крутящий момент передаётся на задние колёса, а раздаточная коробка Borg-Warner передаёт привод на все колёса.